# Стальнівська сільська рада
Стальні́вська сільська́ ра́да — адміністративно-територіальна одиниця та орган місцевого самоврядування в Новоселицькому районі Чернівецької області. Адміністративний центр — село Стальнівці.

## Загальні відомості
- Населення ради: 2 104 особи (станом на 2001 рік)

## Населені пункти
Сільській раді підпорядковані населені пункти:
- с. Стальнівці

## Склад ради
Рада складається з 16 депутатів та голови.
- Голова ради: Рурак Іван Ілліч
- Секретар ради: Григоришина Раїса Михайлівна

### Керівний склад попередніх скликань
| Прізвище, ім'я, по батькові | Основні відомості                                                                                   | Дата обрання | Дата звільнення |
| --------------------------- | --------------------------------------------------------------------------------------------------- | ------------ | --------------- |
| Рурак Іван Ілліч            | Сільський голова, 1957 року народження, освіта незакінчена вища, член Соціалістичної партії України | 26.03.2006   | 31.10.2010      |
| Рурак Іван Ілліч            | Сільський голова, 1957 року народження, освіта незакінчена вища                                     | 31.10.2010   |                 |

Примітка: таблиця складена за даними сайту Верховної Ради України

### Депутати
За результатами місцевих виборів 2010 року депутатами ради стали:

#### За суб'єктами висування
| Суб'єкт висування | Кількість обраних депутатів | %   |
| ----------------- | --------------------------- | --- |
| Самовисування     | 16                          | 100 |

#### За округами
| № округу | Прізвище, ім'я, по батькові  | Дата визнання обраним | Освіта             | Партійна приналежність | Відомості про обраного депутата                   |
| -------- | ---------------------------- | --------------------- | ------------------ | ---------------------- | ------------------------------------------------- |
| 1        | Рурак Алла Федорівна         | 01.11.2010            | середня спеціальна | позапартійна           | Стальнівська сільська дільнича лікарня, медсестра |
| 2        | Лунга Венера Федорівна       | 01.11.2010            | середня спеціальна | позапартійна           | Стальнівська сільська дільнича лікарня, медсестра |
| 3        | Балта Вероніка Вікторівна    | 01.11.2010            | вища               | позапартійна           | ВАТ «Оранта», головний спеціаліст                 |
| 4        | Кіфа Олена Миколаївна        | 01.11.2010            | середня спеціальна | позапартійна           | Стальнівська сільська рада, касир                 |
| 5        | Міцней Світлана Миколаївна   | 01.11.2010            | середня спеціальна | позапартійна           | Стальнівська сільська дільнича лікарня, медсестра |
| 6        | Дубей Світлана Іванівна      | 01.11.2010            | вища               | позапартійна           | Стальнівська сільська дільнича лікарня, лікар     |
| 7        | Тринта Арета Миколаївна      | 01.11.2010            | середня спеціальна | позапартійна           | Стальнівська сільська дільнича лікарня, медсестра |
| 8        | Мельник Галина Миколаївна    | 01.11.2010            | середня спеціальна | позапартійна           | Стальнівська сільська дільнича лікарня, медсестра |
| 9        | Григоришин Раїса Михайлівна  | 01.11.2010            | вища               | позапартійна           | Стальнівська сільська рада, секретар              |
| 10       | Рурак Андріан Іванович       | 01.11.2010            | вища               | позапартійний          | Агро «Аврора», ветеринар                          |
| 11       | Заяц Марія Антонівна         | 01.11.2010            | середня спеціальна | позапартійна           | Стальнівська сільська дільнича лікарня, медсестра |
| 12       | Чекан Олена Валеріївна       | 01.11.2010            | середня спеціальна | позапартійна           | Дитячий садочок, кухар                            |
| 13       | Андрицька Сільва Федорівна   | 01.11.2010            | середня спеціальна | позапартійна           | Чернівецька обласна лікарня, медсестра            |
| 14       | Борлодян Олексій Федорович   | 01.11.2010            | вища               | позапартійний          | Стальнівська загальноосвітня школа, вчитель       |
| 15       | Беспалько Сергій Федорович   | 01.11.2010            | вища               | позапартійний          | Будинок культури, музичний керівник               |
| 16       | Почтар Віталій Володимирович | 01.11.2010            | вища               | позапартійний          | ДП «Новоселиця», агент                            |